# DNA polymeráza I

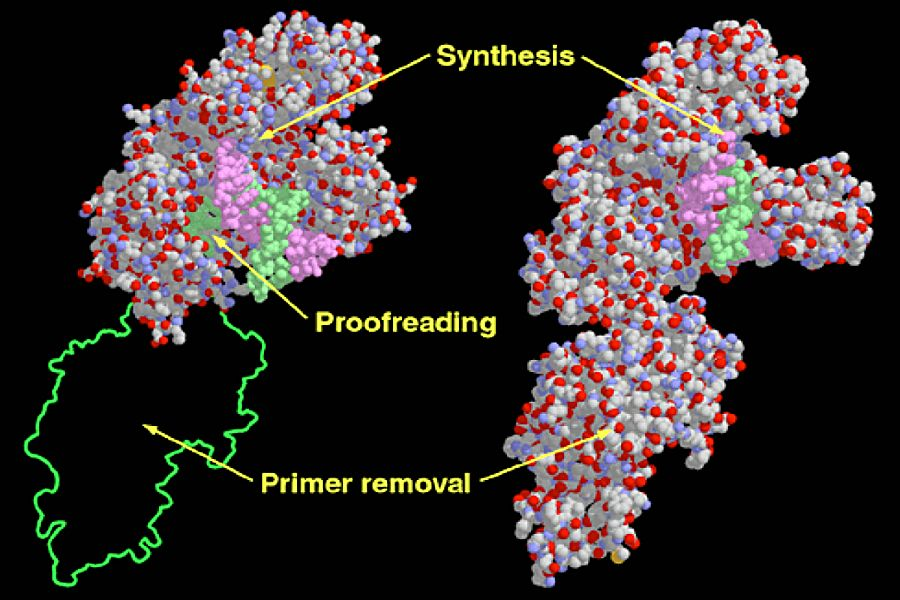
Pravý protein je funkční DNA polymeráza I

DNA polymeráza I je označení pro jednu z DNA polymeráz u bakterií. Byla objevena Arthurem Kornbergem v roce 1956, tzn. stala se první známou DNA polymerázou. Zároveň je u bakterií nejhojněji se vyskytující DNA polymerázou, schopnou především replikovat krátké úseky DNA a odstraňovat RNA primery po replikaci opožďujícího se (lagging) vlákna DNA. Hraje však méně významnou roli než DNA polymeráza III.
Je schopná katalýzy těchto procesů:
1. Polymerace DNA ve směru 5' → 3', začínající na primeru
2. Oprava DNA (proofreading) ve směru 3' → 5', tzv. exonukleotická aktivita
3. Rovněž také exonukleotická aktivita ve směru 5' → 3' (nick translation), rovněž během oprav DNA

Jednou z DNA polymeráz I je i hojně využívaná Taq polymeráza.